# American Horror Story: Coven
American Horror Story: Coven ist die dritte Staffel der US-amerikanischen Horror-Fernsehserie American Horror Story, die auf einer Idee von Ryan Murphy und Brad Falchuk basiert. Die Erstausstrahlung fand zwischen dem 9. Oktober 2013 und dem 29. Januar 2014 auf dem TV-Sender FX statt. Die deutschsprachige Erstausstrahlung lief vom 20. November 2013 bis zum 26. Februar 2014 auf FOX.
Die Staffel spielt im Jahr 2013 und beinhaltet einen Hexenzirkel, der aus Salem abstammt und um sein Überleben kämpft. Sie zeigt zusätzlich Rückblenden ins Jahr 1692, während der berüchtigten Hexenprozesse in Salem (weitere zeitlichen Epochen: 1830er, 1910er, 60er, 70er, 90er).
Wiederkehrende Darsteller vorangegangener Staffeln sind Sarah Paulson, Taissa Farmiga, Frances Conroy, Evan Peters, Lily Rabe, Denis O’Hare, Jessica Lange, Jamie Brewer, Alexandra Breckenridge und Robin Bartlett.

## Handlung
Die Haupthandlung der dritten Staffel spielt in der Gegenwart. Als die junge Zoe das erste Mal mit ihrem Freund schlafen will, stirbt dieser an einer Hirnblutung. Sie muss erkennen, dass sie eine Hexe ist und ihre Familie von den Hexen von Salem abstammt. Aus diesem Grund wird sie zu einem Hexenzirkel nach New Orleans geschickt. Dieser wird geleitet von der kräuterkundigen Hexe Cordelia. Außer Zoe gibt es noch drei weitere Junghexen im Haus: die selbstbezogene, telekinetisch begabte Schauspielerin Madison, die übergewichtige, schwarze, menschliche Voodoo-Puppe Queenie und die etwas naive, hellsichtige Nan. Nach wenigen Tagen erscheint die Oberste des Zirkels, Cordelias Mutter Fiona. Auf der Suche nach ewiger Jugend und bei dem Versuch, das Erstarken einer neuen Obersten zu verhindern, geht sie auch über Leichen.
Fiona nimmt die Schülerinnen auf einen Ausflug in das Haus von Delphine Lalaurie mit. Dort entdeckt Nan mit ihren Fähigkeiten, dass die sadistische ehemalige Herrin des Hauses noch lebt. Sie wurde aus Rache von der Voodoo-Hexe Marie Laveau lebendig begraben, nachdem sie die Gabe des ewigen Lebens erhalten hatte. Fiona nimmt Lalaurie mit ins Haus des Zirkels und entfacht damit den Zorn von Laveau, die schon lange einen Groll gegen die weißen Hexen hegt. Madison schleppt Zoe währenddessen mit auf eine Studentenparty. Zoe flirtet mit dem sympathischen Kyle, während dessen Verbindungsbrüder über Madison herfallen und sie vergewaltigen. Aus Rache lässt Madison später den Bus der Verbindung verunglücken. Fast alle Jungen sterben, auch Kyle. Zoe ist erst entsetzt, entschließt sich dann aber, den einzigen Überlebenden im Krankenhaus durch ihre Hexenkraft zu töten. Dafür zeigt ihr Madison einen Weg auf, Kyle zu retten. Sie schleichen sich ins Leichenschauhaus, um diesen wiederzuerwecken. Als sie feststellen, dass er beim Unfall einige Körperteile verloren hat, ersetzen sie diese durch Teile seiner Verbindungsbrüder. Zoe gelingt es, Kyle zu erwecken. Er ist allerdings sehr verwirrt und kaum in der Lage, zu sprechen und zu denken. Die einsiedlerisch lebende Hexe Misty erscheint und hilft ihr, Kyle ins Leben zurückzuholen.
Fiona erkennt inzwischen Madisons starke Kräfte und dass aus ihr die neue Oberste des Zirkels werden könnte. Scheinbar beginnt sie, sie zu unterstützen, schneidet ihr dann aber in einem Streit die Kehle durch. Der Butler Spalding vertuscht den Mord. Trotzdem erscheint der Zirkelrat, um Fiona für diesen Mord anzuklagen. Die Rätin Myrtle hatte schon Jahre zuvor versucht, Fiona für den Mord an der letzten Obersten zur Rechenschaft zu ziehen. Fiona kann zunächst die Anschuldigungen abwenden und sogar ihre Tochter Cordelia von ihrer Unschuld überzeugen. Die beiden gehen gemeinsam aus, doch Cordelia wird angegriffen und ihre Augen mit Säure verätzt. Mit Queenies Hilfe schafft es Fiona, den Rat davon zu überzeugen, dass Myrtle den Anschlag verübt hat. Myrtle wird verbrannt, aber von Misty später wiedererweckt. Cordelia ist durch die Säure zwar erblindet, hat aber das zweite Gesicht erhalten. Sie erkennt dadurch die Hinterhältigkeit ihrer Mutter, aber auch, dass ihr Ehemann Hank ein Mörder ist. Sie wirft ihn hinaus, weiß jedoch noch nicht, dass er den Zirkel im Auftrag von Marie Laveau als Hexenjäger töten soll. Cordelia will mit Zoe, die neue starke Kräfte entwickelt, ihre Mutter bekämpfen.
Zoe erkennt inzwischen, dass Madison tot ist, und findet sie mit der Hilfe des Dämonengeistes eines Axtmörders bei Spalding. Den Geist befreit sie dadurch. Auch Madison wird wiederbelebt, fühlt sich aber als Untote gefühllos und unzufrieden. Sie beginnt, mit Kyle zu schlafen. Queenie hat sich währenddessen zum Schein mit Delphine angefreundet, liefert sie dann aber an Marie Laveau aus, die Delphine köpft. Der Kopf lebt weiter. Myrtle kehrt mit Misty ins Haus des Zirkels zurück, und alle fassen den Plan, Fiona in den Selbstmord zu treiben und Misty zur neuen Obersten zu machen. Der Plan gelingt fast, bis Spaldings Geist erscheint und Fiona darüber aufklärt, dass sie hereingelegt wurde. Während Nan bei dem Sohn der bigotten Nachbarin ist, wird dieser versehentlich von Hank erschossen, der es eigentlich auf Nan abgesehen hatte, aber später von Misty wiederbelebt. Es zeigt sich, dass Hanks Familie seit Jahrhunderten als Hexenjäger tätig ist. Sein Vater leitet diesen Orden unter dem Deckmantel einer sehr vermögenden Finanzgesellschaft. Hank sollte den Hexenzirkel durch die Ehe mit Cordelia infiltrieren und anschließend alle umbringen, allerdings verliebte er sich tatsächlich in diese, sodass er seinen Plan nicht umsetzte, bis sie sich von ihm trennte.
Fiona will mit Marie gegen den Mörder zusammenarbeiten. Diese lehnt erst ab, als jedoch ihr gesamter Zirkel, inklusive Queenie, erschossen wird, nimmt sie doch an. Unter den Hexenschülerinnen entbrennt unterdessen ein Kampf um die Position der Obersten, denn jede von ihnen möchte die Königin der Hexen sein. Um Misty aus dem Weg zu räumen, schlägt Madison diese nieder und lässt sie anschließend in einem Sarg beisetzen. Währenddessen sorgt Myrtle dafür, dass Cordelia ihr Augenlicht (durch jeweils eines der Augen der Ratsmitglieder, die sie hintergangen haben) zurückerhält, dafür muss sie jedoch ihr zweites Gesicht einbüßen.
Marie eröffnet Fiona unterdessen, dass ihre Unsterblichkeit von einem Pakt mit dem Voodoo-Geist Papa Legba herrührt: Er erhält ihre Seele und sie muss ihm zudem jährlich eine unschuldige weitere Seele opfern – in Form von Säuglingen. Dennoch möchte auch Fiona unbedingt diesen Pakt eingehen, um so ihrem bevorstehenden Krebstod entgehen zu können. Papa Legba teilt ihr daraufhin mit, dass kein Pakt zustande kommen könne, da sie keine Seele besäße. Diesmal ist Laveau jedoch nicht gewillt, den von ihr entführten Säugling als Opfergabe darzubieten, da er sie an ihr eigenes Baby erinnert, welches sie im 1. Jahr ihres Paktes Papa Legba opfern musste. Fiona hat Mitleid mit ihr und beschließt daraufhin, stattdessen Nan zu opfern. Der Voodoo-Geist zeigt sich erst wenig erfreut über dieses Opfer, da er ein Baby erwartete, nimmt es dann aber doch an, denn er ist beeindruckt von Maries und Fionas Zusammenarbeit.
Um das zweite Gesicht wieder zu erhalten, sticht sich Cordelia mit einer Gartenschere in die Augen und erblindet abermals. Zunächst erlangt sie ihre Kräfte aber nicht wieder und erkennt, als sie Madison berührt, nicht, dass diese Misty lebendig begraben hat. Erst später kann sie ihre Gabe wieder einsetzen. Marie Laveau und Fiona schließen sich zusammen und bringen mit Hilfe des Axtmannes, der jetzt mit Fiona zusammen ist, die Hexenjäger um, um das Problem aus der Welt zu schaffen. Währenddessen streiten sich Madison und Zoe darum, wer Kyle bekommen soll, doch Kyle entscheidet sich für Zoe, da er sie liebt. Von da an sind die beiden unzertrennlich.
Die Junghexen beginnen sich vorzubereiten auf den Kräfte-Showdown, bei dem sie alle Kräfte, auch genannt „die sieben Wunder“ vollbringen müssen. Also zeigen sie nacheinander alle Kräfte, die sie beherrschen, angefangen mit der Telekinese, die alle gekonnt vollführen.
Vorzuzeigen sind auch Feuer entfachen, Gedankenkontrolle und Teleportation. Bei dem Abstieg in die Hölle stirbt Misty, da sie es nicht schafft, wieder zurückzukommen, und in ihrer persönlichen Hölle steckenbleibt. Bei der Teleportation „beamt“ sich Zoe bei einem Spiel aus Versehen zu hoch in die Luft über den Zaun und wird aufgespießt. Für die nächste Aufgabe, das Wiederbeleben, soll Madison Zoe wiederbeleben, weigert sich aber und belebt stattdessen eine Fliege wieder, um die Aufgabe dennoch zu bestehen. Queenie schafft es nicht, Zoe wiederzubeleben, und besteht somit diese Aufgabe nicht, was bedeutet, sie kann nicht die nächste Oberste sein.
Bei der letzten Aufgabe (Dinge aus Steinchen lesen) scheitert auch Madison, und Cordelia (Fionas Tochter/Schulleiterin) versucht ihr Glück bei den sieben Wundern. Sie schafft alle, bis sie nur noch die Wiederbelebung vor sich hat, die sie souverän meistert, so dass Zoe wieder am Leben ist. Cordelia ist die neue Oberste, und durch die Erkenntnis bekommt sie auch ihr Augenlicht zurück, nun besser denn je. Aus Wut auf Madison, weil sie Zoe nicht geheilt hat, bringt Kyle sie um und vertuscht dies mit Hilfe des Butlers. Die übrigen Junghexen Zoe und Queenie sind jetzt Oberhexen, die alleine mit Cordelia in der Schule wohnen. Sie machen die Akademie öffentlich, worauf hunderte von jungen Mädchen reagieren und die Schule besuchen, um ihr beizutreten.

## Besetzung und Synchronisation

### Hauptdarsteller

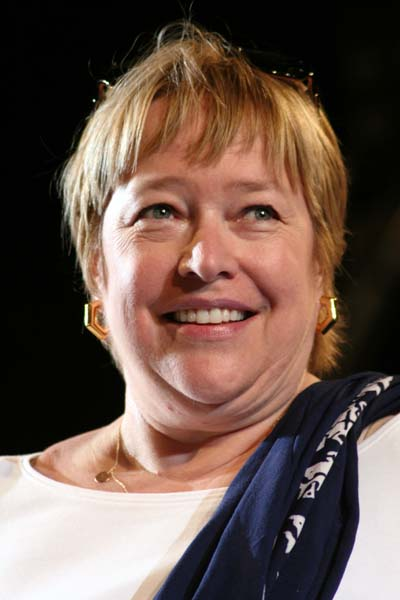
Kathy Bates spielt in der dritten Staffel die rassistische Serienmörderin Delphine Lalaurie.

| Schauspieler   | Rolle              | Hauptrolle (Episoden)      | Synchronsprecher     |
| -------------- | ------------------ | -------------------------- | -------------------- |
| Sarah Paulson  | Cordelia Foxx      | 3.01–3.13                  | Ulrike Stürzbecher   |
| Taissa Farmiga | Zoe Benson         | 3.01–3.13                  | Luisa Wietzorek      |
| Frances Conroy | Myrtle Snow        | 3.01, 3.04–3.05, 3.08–3.13 | Katharina Lopinski   |
| Evan Peters    | Kyle Spencer       | 3.01–3.13                  | Jan Rohrbach         |
| Lily Rabe      | Misty Day          | 3.01–3.13                  | Cathlen Gawlich      |
| Emma Roberts   | Madison Montgomery | 3.01–3.13                  | Gabrielle Pietermann |
| Denis O’Hare   | Spalding           | 3.01–3.13                  | Udo Schenk           |
| Kathy Bates    | Delphine LaLaurie  | 3.01–3.12                  | Regina Lemnitz       |
| Jessica Lange  | Fiona Goode        | 3.01–3.13                  | Karin Buchholz       |

### Nebendarsteller
| Schauspieler           | Rolle        | Nebenrolle (Episoden) | Synchronsprecher      |
| ---------------------- | ------------ | --------------------- | --------------------- |
| Angela Bassett         | Marie Laveau | 3.01–3.12             | Anke Reitzenstein     |
| Gabourey Sidibe        | Queenie      | 3.01–3.13             | Maja Maneiro          |
| Jamie Brewer           | Nan          | 3.01–3.10             | Marie-Luise Schramm   |
| Josh Hamilton          | Hank Foxx    | 3.02–3.09             | Dennis Schmidt-Foß    |
| Patti LuPone           | Joan Ramsey  | 3.03, 3.08–3.10       | Katarina Tomaschewsky |
| Alexander Dreymon      | Luke Ramsey  | 3.03–3.05, 3.08–3.09  | Marcel Collé          |
| Alexandra Breckenridge | Kaylee       | 3.04, 3.06            | Maria Koschny         |
| Danny Huston           | Der Axtmann  | 3.06–3.13             | Klaus-Dieter Klebsch  |
| Stevie Nicks           | Stevie Nicks | 3.09–3.10, 3.13       | Denise Gorzelanny     |
| Lance Reddick          | Papa Legba   | 3.10–3.13             | Jan Spitzer           |

Anmerkungen
1. 1 2 3  Wird als Special Guest Star gelistet.

## Episoden
Die Erstausstrahlung der dritten Staffel (American Horror Story: Coven) war vom 9. Oktober 2013 bis zum 29. Januar 2014 auf dem US-amerikanischen Kabelsender FX zu sehen. Die deutschsprachige Erstausstrahlung wurde vom 20. November 2013 bis zum 26. Februar 2014 auf dem deutschen Pay-TV-Sender FOX gesendet.
| Nr. (ges.) | Nr. (St.) | Deutscher Titel                        | Originaltitel                        | Erstausstrahlung USA | Deutschsprachige Erstausstrahlung (D) | Regie               | Drehbuch                   | Zuschauer (USA) |
| ---------- | --------- | -------------------------------------- | ------------------------------------ | -------------------- | ------------------------------------- | ------------------- | -------------------------- | --------------- |
| 26         | 1         | Bitchcraft                             | Bitchcraft                           | 9. Okt. 2013         | 20. Nov. 2013                         | Alfonso Gomez-Rejon | Ryan Murphy & Brad Falchuk | 5,54 Mio.       |
| 27         | 2         | Der perfekte Freund                    | Boy Parts                            | 16. Okt. 2013        | 27. Nov. 2013                         | Michael Rymer       | Tim Minear                 | 4,51 Mio.       |
| 28         | 3         | Die Nachfolgerin                       | The Replacements                     | 23. Okt. 2013        | 4. Dez. 2013                          | Alfonso Gomez-Rejon | James Wong                 | 3,78 Mio.       |
| 29         | 4         | Die Toten werden auferstehen           | Fearful Pranks Ensue                 | 30. Okt. 2013        | 11. Dez. 2013                         | Michael Uppendahl   | Jennifer Salt              | 3,71 Mio.       |
| 30         | 5         | Brenn, Hexe, brenn!                    | Burn, Witch, Burn!                   | 6. Nov. 2013         | 18. Dez. 2013                         | Jeremy Podeswa      | Jessica Sharzer            | 3,80 Mio.       |
| 31         | 6         | Der Axtmann kommt                      | The Axeman Cometh                    | 13. Nov. 2013        | 8. Jan. 2014                          | Michael Uppendahl   | Doug Petrie                | 4,16 Mio.       |
| 32         | 7         | Die Toten                              | The Dead                             | 20. Nov. 2013        | 15. Jan. 2014                         | Bradley Buecker     | Brad Falchuk               | 4,00 Mio.       |
| 33         | 8         | Das Heilige Opfer                      | The Sacred Taking                    | 4. Dez. 2013         | 22. Jan. 2014                         | Alfonso Gomez-Rejon | Ryan Murphy                | 4,07 Mio.       |
| 34         | 9         | Der Kopf                               | Head                                 | 11. Dez. 2013        | 29. Jan. 2014                         | Howard Deutch       | Tim Minear                 | 3,94 Mio.       |
| 35         | 10        | Die magischen Freuden von Stevie Nicks | The Magical Delights of Stevie Nicks | 8. Jan. 2014         | 5. Feb. 2014                          | Alfonso Gomez-Rejon | James Wong                 | 3,49 Mio.       |
| 36         | 11        | Beschützt den Zirkel                   | Protect the Coven                    | 15. Jan. 2014        | 12. Feb. 2014                         | Bradley Buecker     | Jennifer Salt              | 3,46 Mio.       |
| 37         | 12        | Fahr zur Hölle                         | Go to Hell                           | 22. Jan. 2014        | 19. Feb. 2014                         | Alfonso Gomez-Rejon | Jessica Sharzer            | 3,35 Mio.       |
| 38         | 13        | Die Sieben Wunder                      | Seven Wonders                        | 29. Jan. 2014        | 26. Feb. 2014                         | Alfonso Gomez-Rejon | Douglas Petrie             | 4,24 Mio.       |